# الملدة
الملدة قرية في منطقة الباطنة جنوب بعمان تابعة لولاية المصنعة حسب التقسيم الإداري. سكانها عرب مسلمون وتعتبر منطقة زراعية لوقوعها في سهل الباطنة الخصيب. تربط الملدة ولايات الرستاق وعبري بالعاصمة مسقط وأيضا شمال الباطنة بجنوبها.

## الموئسسات التعليمية
يوجد في قرية الملدة الكلية التقنية التابعة لوزارة القوى العاملة.
وهي من أهم الموسسات التعليمية في القرية. لما لها دور هام وبارز في تعليم الطلاب ذوي النسب المتفاوتة في مجالات كبيرة وهامة. مثل الهندسة بمختلف مجالاتها وتقنية المعلومات والدراسات التجارية والصيدلة واخارج الطلبة إلى سوق العمل.
ويوجد أيضا مدرسة الشيخ سعيد بن محرز لتعليم الأساسي بنين ومدرسة الملدة للتعليم الأساسي بنات.

## القطاع الصحي
يوجد مجمع صحي كبير يربط الملدة بالقرى ا لمجاورة مثل: الطريف والثرمد والقرط وابوعبالي والبدي والقريحات.

## القطاع الرياضي
يوجد في قرية [الملدة] نادي المصنعة الرياضي الذي يلعب في دوري الدرجة الأولى العماني، ويعتبر من أعرق الاندية في عمان لما دور له كبير في إمداد المنتخب العماني بالاعبين الشباب المبدعين. وأخر لاعب انضم إلى المنتخب العماني هو بدر الميمني اللاعب الذي احرز كأس الخليج مع المنتخب العماني.
وهناك أيضا في الجنوب ميدان لسباقات الهجن (طوي الشاوي) ويقام فية سباق الهجن المحلية داخل ولاية المصنعة والسلطنة والخليجية بعض الأحيان بمشاركة دولة الإمارات وقطر.

## الملدة قبل عصر النهضة
في الفترة الزمنية قبل عصر النهضة كانت قرية الملدة قرية لا يوجد فيها إلا بيوت من طين خالية من الكهرباء. يتواجد قليل من السكان القاطنين فيها. لكن بعد أن تولى السلطان قابوس بن سعيد حفظة الله ورعاه تم إمداد القرية بالكهرباء والطرق المعبدة والمحال التجارية الذي أدى إلى ازدهار التجارة فيها.

## العلماء
ومن أهم العلمائها الشيخ جميل بن خميس السعدي صاحب كتاب قاموس الشريعة الحاوي طرقها الوسيعة. موسوعة ضخمة في أصول الشريعة وفروعها، يقع في أكثر من تسعين جزءا، جعل فيه بيان الشرع أصلا يبني عليه، فحذف منه التكرار، وخالف بين بعض مسائله في التقديم والتأخير، وأضاف إليه كثيرا من مسائل المتقدمين والمتأخرى ن ؛ خصوصا عن العلامة أبي نبهان الخروصي وابنه الشيخ ناصر بن أبي نبهان، كما زاد في بعض أجزائه ما اختاره من كتب أصحاب المذاهب الأخرى.
وأيضا يوجد أكثر من أشخاص يشهد لهم التاريخ في تعديل أوضاع البلد
منهم محمد النصبي والشيخ سالم محمد السعدي وعبد الله الجابري

## حارات الملدة
- حارة النصبي
- حارة البلوش
- حارة المضاحية
- حارة المغابشة
- حارة الياشك
- حارة أولاد كيان
- حارة المساعدة
- حارة آل حمد
- حارة الصواغ
- حارة الجوابر
- حاره ام الحصى
- حارة أولاد هلال
- حارة القرحة
- حاره الغوارب
- حـارة ماحن وتقع جنوب المدرسة الهندية